# Sprâncenata
Sprâncenata é uma comuna romena localizada no distrito de Olt, na região de Oltênia. A comuna possui uma área de 49.82 km² e sua população era de 2693 habitantes segundo o censo de 2007.